# NGC 3008
NGC 3008 ist eine Spiralgalaxie vom Hubble-Typ S0-a im Sternbild Großer Bär am Nordsternhimmel. Sie ist schätzungsweise 212 Millionen Lichtjahre von der Milchstraße entfernt und hat einen Durchmesser von etwa 30.000 Lj.
Im selben Himmelsareal befinden sich u. a. die Galaxien NGC 2998, NGC 3005, NGC 3006, NGC 3009.
Das Objekt wurde  am 25. Januar 1851 vom irischen Astronomen Bindon Blood Stoney, einem Assistenten von William Parsons, entdeckt.